# 5474 Gingasen
Az 5474 Gingasen (ideiglenes jelöléssel 1988 XE1) a Naprendszer kisbolygóövében található aszteroida. Fudzsii Tecuja és Vatanabe Kazuró fedezte fel 1988. december 3-án.